# Vireó de Noronha
El vireó de Noronha (Vireo gracilirostris) és un ocell de la família dels vireònids (Vireonidae).

## Hàbitat i distribució
Habita els boscos de l'illa de Fernando de Noronha, propera a la costa est del Brasil.

## Taxonomia
Antany considerat dins Vireo chivi (Vireo olivaceus chivi) fins que va ser descrit com una espècie diferent arran els treballs d'Olson (1994).